# Solidarisches Bürgergeld
Das Solidarische Bürgergeld ist ein von Thomas Straubhaar initiiertes und von Thüringens damaligem Ministerpräsidenten Dieter Althaus (CDU) vertretenes Konzept zur Einführung eines partiellen bedingungslosen Grundeinkommens, einer Reform der Einkommensteuer, der Umgestaltung der Finanzierung der Sozialversicherung sowie der Zusammenführung der meisten Transferleistungen. Das Solidarische Bürgergeld wurde 2006 in der ersten Version präsentiert. 2007 wurde die Kommission „solidarisches Bürgergeld“ gegründet, die das Konzept weiterentwickelte; die zweite Version wurde am 1. November 2010 vorgestellt.

## Konzept

### Grundeinkommen
Althaus’ Konzept sieht ein partielles bedingungsloses Grundeinkommen vor, das heißt die Höhe des Betrages ist nicht existenzsichernd, da die Kosten der Unterkunft nicht enthalten sind. Es soll in Form einer negativen Einkommensteuer ausbezahlt werden. Dadurch findet eine bedarfsgerechte Auszahlung statt, ohne dass eine Bedürftigkeitsprüfung notwendig wird. Je weniger Einkommen eine Person erzielt, desto höher ist das ausbezahlte Bürgergeld.

Funktion des Solidarischen Bürgergelds anhand des TGMs. Die Transfergrenze liegt bei den im Text genannten 1.000 Euro.

Jeder Einwohner Deutschlands, egal ob Erwachsener oder Kind, erhält eine monatliche Auszahlung von 600 €, wovon 200 € für die Gesundheitspauschale abgezogen werden, in Form einer negativen Einkommensteuer. Dafür ist jedes Einkommen ab dem ersten Euro mit 40 % zu versteuern. Die Berechnung der Auszahlung erfolgt anhand der Formel der (negativen) Einkommensteuer:
{\displaystyle \pm \ {\text{Steuerbetrag}}=40\ \%{\text{ Einkommen}}-400\ \mathrm {\officialeuro} }
{\displaystyle {\text{Nettoeinkommen}}=60\ \%{\text{ Einkommen}}+400\ \mathrm {\officialeuro} }
Ein negativ berechneter Steuerbetrag bedeutet, dass solidarisches Bürgergeld ausgezahlt wird. Damit ist jede Person mit einem Jahreseinkommen bis in Höhe von 12.000 € (bei Berücksichtigung der Gesundheitspauschale 18.000 €) (Teil-)Empfänger des solidarischen Bürgergelds. Jede Person mit einem Einkommen über dieser Transfergrenze ist Netto-Steuerzahler. Das solidarische Bürgergeld soll dabei immer so angepasst werden, dass es als Bestandteil des soziokulturellen Existenzminimum die Lebenshaltungskosten ohne Kosten der Unterkunft abdeckt.
Die Kosten für die Unterkunft, für soziale Notlagen etc. bleiben unberücksichtigt. Die Kosten der nachweisbaren und individuell notwendigen Bedarfe sollen durch einen „Bürgergeldzuschlag“ abgedeckt werden.

### Alters- und Elternrente
Das solidarische Bürgergeld weist eine gesetzliche Bürgergeldrente aus, die sich aus dem partiellen bedingungslosen Grundeinkommen von 600 € als Bürgergeld-Grundrente im Monat plus einer Zusatzrente zusammensetzt. Diese Zusatzrente soll nach dem 60. Lebensjahr gewährt und bis zur 3-fachen Summe des Bürgergeldes, maximal also 1.800 € im Monat, betragen.
Rentner könnten dann mit Grundrente und Zusatzrente eine Brutto-Bürgergeldrente von 2.400 € erreichen. Zieht man die 200 € für die Gesundheitsprämie ab, so ergibt sich eine Netto-Bürgergeldrente von maximal 2.200 €. Das entspricht in etwa der heute (2016) rechnerisch maximal möglichen Rente. Eine Einführung des solidarischen Bürgergeldes sei auch unter Beachtung der heute zu gewährleistenden Rentenverpflichtungen des Staates möglich. Der Bestandschutz der heutigen Renten bleibe gewahrt.
Die Erziehungsleistung in der Familie wird über die Elternrente berücksichtigt. Die Elternrente erhöht die Rente beider Elternteile nach heutigen Werten pro Kind um 57,12 € pro Monat. Alleinerziehende erhalten eine Elternrente nach heutigen Werten von gut 85,86 € pro Monat, was einer Leistung entspricht, als wäre 14 Jahre lang für die/den Alleinerziehende/n eine Lohnsummenabgabe für die Zusatzrente für ein unterstelltes monatliches Gehalt von 600 € abgeführt worden.

## Finanzierung
Das solidarische Bürgergeld soll durch eine Reformierung der Einkommensteuer, der Mehrwertsteuer (bzw. Konsumsteuer) und der Sozialabgaben finanziert werden.
Für die erste Version von 2006 gab es verschiedene Berechnungen zu dessen Finanzierbarkeit. Dabei reichten die Ergebnisse von 110 Milliarden Euro an Überschüssen (Hamburger Weltwirtschaftsinstitut – HWWI), bis zu 276 Milliarden Unterfinanzierung (Sachverständigenrat der Bundesregierung). Die Unterschiede in den Berechnungen kamen einerseits dadurch zustande, dass manche Studien von 1,1 Millionen neu geschaffenen Jobs ausgingen, welche erhöhte Steuereinnahmen generieren, wohingegen andere Studien diesen Faktor nicht berücksichtigten. Zum anderen gab es unterschiedliche Sichtweisen, wie viele Sozialausgaben tatsächlich durch das solidarische Bürgergeld eingespart werden könnten.
Die Wirtschaftswissenschaftler Thomas Straubhaar und Michael Opielka kritisierten das Gutachten des Sachverständigenrats der Bundesregierung. Bei der Betrachtung der Variante von 2010 seien vermutliche Steuermehreinnahmen durch neu geschaffene Jobs und eingesparte Kosten durch den Abbau der Bürokratie nicht einberechnet worden. Lediglich die Einsparungen bei den Sozialausgaben seien berücksichtigt, über die sich alle Studien einig waren. Für das weiterentwickelte Konzept wurde berechnet, dass es 27,7 Milliarden Euro an jährlichen Rücklagen bildet und einen Überschuss von 58,5 Milliarden Euro generiert.
Einkommensteuer
Mit der „solidarischen Einkommensteuer“ – einer einheitlichen Flat-Tax – knüpft das Solidarische Bürgergeld an Konzepte von Paul Kirchhof und anderen ökonomischen Reformern an. Sie soll in Höhe von 40 % auf alle Einkünfte, auch solche aus Vermietung, Verpachtung, Dividenden und Zinsen, erhoben werden. Das Brutto-Bürgergeld in Höhe von 600 € im Monat bzw. 7.200 € im Jahr entspricht bei einem Einkommensteuersatz von 40 % einen Grundfreibetrag von 18.000 € im Jahr. Ohne Gesundheitsprämie beträgt das Netto-Bürgergeld 400 € im Monat bzw. 4.800 € im Jahr. Bei einem Einkommensteuersatz von 40 % entspricht das einem Grundfreibetrag von 12.000 € im Jahr.
Konsumsteuer
Die derzeit bestehende Mehrwertsteuer wird zu einer weitgehend einheitlichen Konsumsteuer von 19 % weiterentwickelt, wobei Lebensmittel und alkoholfreie Getränke weiterhin mit 7 % besteuert werden sollen.
Lohnsummenabgabe
Die Sozialabgaben auf Arbeitnehmerseite sollen entfallen. Die Lohnsummenabgabe, die durch den Arbeitgeber zu entrichten ist, beläuft sich auf 18 %. Die Beitragsbemessungsgrenze soll wegfallen.
Gesundheitsprämie
Bestandteil des partiellen bedingungslosen Grundeinkommen für alle ist der Betrag der Gesundheitsprämie. Das Konzept sieht eine Aufnahmepflicht der Krankenkasse von Versicherungswilligen zum 200 €-Standardtarif vor, der einen Mindestleistungsstandard gewährleisten muss, ähnlich dem Leistungsumfang der gesetzlichen Krankenkassen. Die Gesundheitskosten werden durch Steuerfinanzierung über alle Einkünfte und den Konsum abgedeckt.

## Ziele

### Reform Steuerfreibetrag, Kindergeld, Sozialsystem
Im Unterschied zur bisherigen Praxis, bei welcher der Grundfreibetrag hohe Einkommen stärker entlastet als niedrige, soll das solidarische Bürgergeld durch die Zahlung in Form einer negativen Einkommensteuer alle Einkommen mit den 400 € gleich entlasten (bzw. ohne Berücksichtigung der Gesundheitspauschale mit 600 €). Anstelle der bisher von der Einkommenshöhe und der Wahl zwischen Kindergeld oder Kinderfreibetrag abhängig unterschiedlich hohen Leistungen für Kinder erhalten einkommensunabhängig alle Kinder eine Netto-Auszahlung der 400 €. Die Unterscheidung im Sozialsystem zwischen Sozialabgaben und Steuern fällt weg. Beide gehen dann in einem einheitlichen Steuersatz auf bei gleichzeitigem Wegfall der Beitragsbemessungsgrenze.

### Arbeitsanreiz, Arbeitsplätze, Anerkennung Ehrenamt
Durch Anrechnung zusätzlicher Einkommen lohnt sich derzeit für Bezieher von Sozialleistungen, wie bspw. Arbeitslosengeld 2, zusätzliche Erwerbstätigkeit oftmals nicht. Beim solidarischen Bürgergeld sind Zuverdienste und Einkommen anrechnungsfrei und werden wie alle Einkommen mit dem dann einheitlichen Steuersatz von 40 % besteuert. Studien zum solidarischen Bürgergeld besagen, dass durch den dadurch erhöhten Arbeitsanreiz neue Arbeitsplätze geschaffen würden. Die HWWI geht in ihrer Studie langfristig von 520.000 bis 1,17 Millionen neu geschaffener Stellen aus. Der Sachverständigenrat der Bundesregierung geht von knapp 1,2 Millionen neu geschaffener Vollzeitstellen aus. 89 Milliarden Stunden werden jährlich an unbezahlter Arbeit geleistet.  Gesellschaftlich wichtige, aber bisher unbezahlte Arbeit soll durch das solidarische Bürgergeld aufgewertet werden.

### Vereinfachung Steuersystem, Bürokratieabbau
Durch den Wegfall der verschiedenen Steuerstufen mittels Ersetzung durch den einheitlichen Grenzsteuersatz auf alle Einkommenshöhen (Flat-Tax) vereinfachen sich die Steuerberechnungen, die Zusammenlegung der Sozialleistungen wie Arbeitslosengeld II, Kindergeld und BAFöG, sowie der Wegfall von Kontrollen und Bedarfsprüfungen, mindern den bürokratischen Aufwand. Bürokratie wird abgebaut.
Die verfassungsgebotene Steuerprogression bleibt durch den Freibetrag der negativen Einkommensteuer erhalten. Als immer gleich hoher „negativer“ Anrechnungsbetrag erzeugt er indirekt eine Progression des Durchschnitts- bzw. Effektivsteuersatzes (Indirekte Progression).

### Armutsbekämpfung
Das Bürgergeld als negative Einkommensteuer in Verbindung mit der Anrechnungsfreiheit von Zuverdiensten führt bereits bei niedrigen Einkommen zu einer deutlichen Erhöhung des Nettohaushaltseinkommens. Das Risiko von Armut betroffen zu sein, sinkt. Das Mincome-Experiment in Dauphin (Kanada) von 1974–1979 zeigte, dass ein bedingungsloses Grundeinkommen in Höhe des Existenzminimums zur Beseitigung von Armut führen kann. Auch für das solidarische Bürgergeld wird prognostiziert, dass es die Armut weitgehend beseitigen würde.

## Version von 2006

### Grundeinkommen
Althaus’ Konzept des Solidarischen Bürgergeldes in der Version von 2006 sieht ein bedingungsloses Grundeinkommen vor. Bedingungslos bedeutet, dass jeder Bürger einen Anspruch darauf hat – unabhängig von seiner Einkommenslage. Eine Prüfung der Bedürftigkeit durch Behörden findet nicht statt.
Es sieht zwei Optionen vor, wobei in jedem Fall gleich eine Gesundheitsprämie (Kopfpauschale) von 200 € abgezogen werden soll. Entweder entscheidet man sich für das „große Bürgergeld“ von 800 € monatlich (also 600 € netto) und muss dafür 50 % jedes zusätzlich zum Bürgergeld verdienten Euro als Steuer abführen (diese Steuer ist tatsächlich nur eine Transferentzugsrate, da sie nur im Einkommensbereich unter 1.600 € monatlich angewandt wird; und dort sind 50 % des Einkommens (die Steuer) immer weniger als 800 € (das Bürgergeld)), oder man wählt das „kleine Bürgergeld“ von 400 € (netto: 200 €), bei dem nur noch 25 % als Steuer vom verdienten Einkommen abgezogen werden. Letzteres lohnt sich ab einem Verdienst von mehr als 1.600 € monatlich. Im Modell des Solidarischen Bürgergeldes liegt das Grundeinkommen je nach Haushaltsgröße und Region etwa auf Hartz-IV-Niveau. Dafür werden mit der Reform alle Anstrengungen zum individuellen Hinzuverdienst im Gegensatz zu Hartz IV nicht verhindert.

### Anspruchsregelungen
Kinder erhalten ein bedingungsloses Bürgergeld von 500 € (abzgl. 200 € Gesundheitsprämie = 300 €). Personen ab 67 erhalten eine staatliche Zusatzrente von maximal 600 € zum Bürgergeld. Auch sie müssen noch die Gesundheitsprämie zahlen. In einer Übergangszeit vom alten zum neuen System werden alle erworbenen Rentenansprüche im Rentenalter ausgezahlt. Dazu wird in einer Übergangszeit zur Finanzierung eine extra Lohnsummensteuer (ca. 12 %) eingeführt, die ausschließlich von den Arbeitgebern getragen werden muss.
Personen in besonderen Lebenslagen (Behinderte, Pflegebedürftige etc.) erhalten einen Bürgergeldzuschlag, der jedoch an Auflagen gebunden und dessen Anspruch nachgewiesen werden muss. Diese besonderen Lebenslagen sowie das entsprechende zusätzliche Bürgergeld sind noch nicht konkretisiert.
Wer wegen Schwarzarbeit oder Steuerbetrug strafrechtlich verurteilt worden ist, der soll seinen Anspruch auf ein bedingungsloses Einkommen verlieren und nur noch Lebensmittelgutscheine erhalten.

### Gesundheitsprämie
Mit dem partiellen bedingungslosen Grundeinkommen wäre auch die Einführung einer Gesundheitsprämie („Kopfpauschale“) als Krankenkassenbeitrag verbunden. Sie wird vom Bürgergeldanspruch gleich abgezogen und als Gutschein ausgegeben – unabhängig von Alter und Einkommen. Das bedeutet, dass die Finanzierung über das Steuersystem erfolgt und die davon vollständig getrennte Einzahlung in das Krankenversicherungssystem über Pauschalprämien geschieht. Steigen die Gesundheitskosten, muss die Gesundheitsprämie erhöht werden. Ob die Höhe des Netto-Bürgergeldes infolgedessen sinkt, ist bisher nicht festgelegt, es soll sich jedoch generell am soziokulturellen Existenzminimum ausrichten.

### Steuern und Sozialleistungen
Der Systemwechsel bei den Staatsausgaben ist mit einem Systemwechsel bei den Staatseinnahmen gekoppelt. Die Finanzierung des Grundeinkommens erfolgt über die Einkommensteuer, wobei die Herkunft der Einkünfte (z. B. Erwerbsarbeit, selbständige Arbeit, Mieten, Dividenden etc.) für die Berechnung des Einkommens unerheblich ist.
Für Arbeitgeber und Arbeitnehmer entfallen bei diesem Modell alle Sozialabgaben (Lohnnebenkosten). Allerdings wird in einer Übergangszeit von den Arbeitgebern eine 12%ige Lohnsummensteuer entrichtet, um den Vertrauensschutz bei den Renten zu finanzieren. Weiterhin fallen sämtliche heutigen 155 Sozialleistungen weg, sie werden im Solidarischen Bürgergeld zusammengeführt (Arbeitslosengeld und Arbeitslosengeld II, Kindergeld, BAföG, Wohngeld).

### Bewertung der Version von 2006
Das Althaus-Konzept ist im Auftrag der Konrad-Adenauer-Stiftung von dem Sozialwissenschaftler Michael Opielka und dem Wirtschaftswissenschaftler Wolfgang Strengmann-Kuhn sowie vom HWWI unter Leitung von Thomas Straubhaar berechnet worden. Danach ergibt sich, dass für das Bürgergeld bei momentaner Bevölkerungsgröße insgesamt 583 Mrd. € benötigt würden. Somit wäre es durch das jetzige Steuersystem finanzierbar, da sonstige Transferleistungen sowie der Prüfapparat der Sozialbehörden in dem Modell entfallen. Straubhaar spricht in der Untersuchung im Auftrag der Konrad-Adenauer-Stiftung von mehr als einer Million zusätzlicher Arbeitsplätze und realistischen Steuermehreinnahmen von etwa 46 Mrd. €.
Das Institut zur Zukunft der Arbeit (IZA) hingegen bezeichnet das Althaus-Modell in der Version von 2006 als einen „Irrweg“: Für Bezieher hoher Einkommen stelle es eine massive Entlastung der Steuer- und Abgabenlast dar. Das Modell zeichne sich dadurch aus, dass ein Teil der Erwerbseinkünfte (50 %) auf den Grundsicherungsanspruch angerechnet werden kann und – im Gegensatz zu heute – für Geringverdiener ein Erwerbsanreiz im Niedriglohnsektor entsteht. Bei der vom IZA geschätzten Annahme von 600.000 neuen Stellen, die mit dem Solidarischen Bürgergeld geschaffen werden, würde jedoch jeder neu geschaffene Niedriglohn-Arbeitsplatz mit 533.000 € pro Jahr staatlich gefördert. Das IZA sieht dies als Untergrenze und „indiskutables Ergebnis“. Unberücksichtigt sind die Auswirkungen auf das allgemeine Lohnniveau: „Tatsächlich dürften die Arbeitgeber versucht sein, die Arbeitskosten zu Lasten des Staates zu senken. Im Ergebnis würden die Steuereinnahmen tendenziell niedriger ausfallen als in der Simulation berechnet […]. Zusammengenommen rechtfertigen die mit dem ‚Solidarischen Bürgergeld‘ erzielbaren Beschäftigungsgewinne in keiner Weise die für den Staat damit einhergehenden Finanzierungsrisiken.“ Höhere Schulden, eine höhere Zinslast und damit eine sinkende Handlungsfähigkeit des Staates wären die Folge.

## Politische Diskussion
Die Grundsatzkommission der CDU bekundete im Oktober 2006 Interesse. Am 26. März 2007 kündigte CDU-Generalsekretär Ronald Pofalla an, es werde eine Kommission unter dem Vorsitz von Dieter Althaus eingerichtet. Diese legte am 1. November 2010 ihren Abschlussbericht mit Empfehlungen vor. Kritisiert wurde der Vorschlag von Norbert Blüm.

## Popularisierung des Modells
Für die Kommunikation des Konzepts wurde im November 2006 der Verein Pro Bürgergeld gegründet. Er hat seinen Sitz bei Berlin, ist ein nicht-eingetragener Verein und bezeichnet sich als „Zusammenschluß engagierter Bürger, die für die Idee des 'solidarischen, bedingungslosen Bürgergeldes' eintreten“. Geführt wird die Organisation von Wolfgang Stock, der als geschäftsführender Gesellschafter der PR-Firma Convincet GmbH u. a. auch den Video-Podcast der Bundeskanzlerin Angela Merkel produziert hat. Zu den Initiatoren von „Pro Bürgergeld“ gehören weiterhin Roland Berger, Gertrud Höhler, Thomas Straubhaar (wissenschaftlicher Berater), Michael Schramm und Werner Sülzer.